# Tim Pütz
 Tim Pütz (19 de noviembre de 1987), conocido deportivamente como Tim Puetz, es un tenista profesional alemán especializado en la modalidad de dobles.

## Carrera
Su ranking más alto a nivel individual fue el puesto N.º 163, alcanzado el 2 de febrero de 2015. A nivel de dobles alcanzó el puesto N.º 88 el 14 de mayo de 2018.
Ha ganado hasta el año 2013 6 torneos futures en individuales, mientras que en la modalidad de dobles obtuvo 4.
En agosto del año 2013 gana su primer título challenger, al adjudicarse el torneo de Liberec. Fue en modalidad de dobles y su compañero fue el australiano Rameez Junaid. Derrotaron en la final a los segundos preclasificados, el australiano Colin Ebelthite y el taiwanés Hsin-Han Lee por 6-0, 6-2.
En noviembre del mismo año vuelve a triunfar, esta vez en el Challenger de Ortisei. En compañía de su compatriota Christopher Kas derrotaron en la final a Benjamin Becker y Daniele Bracciali por 6-2 y 7-5.

## Torneos de Grand Slam

### Dobles

#### Finalista (1)
| Año  | Torneo             | Pareja         | Oponentes en la final       | Resultado   |
| 2024 | Abierto de EE. UU. | Kevin Krawietz | Max Purcell Jordan Thompson | 4-6, 6-7(4) |

### Dobles mixto

#### Títulos (1)
| Año  | Torneo        | Pareja    | Oponentes en la final          | Resultado        |
| 2023 | Roland Garros | Miyu Kato | Bianca Andreescu Michael Venus | 4-6, 6-4, [10-6] |

## Títulos ATP (11; 0+11)

### Dobles (11)
| Leyenda                   |
| Grand Slam (0)            |
| ATP World Tour Finals (1) |
| ATP Masters 1000 (1)      |
| ATP World Tour 500 (5)    |
| ATP World Tour 250 (4)    |

| No. | Fecha                   | Torneo                | Superficie    | Pareja             | Oponentes en la final                | Resultado            |
| --- | ----------------------- | --------------------- | ------------- | ------------------ | ------------------------------------ | -------------------- |
| 1.  | 17 de junio de 2018     | Stuttgart             | Hierba        | Philipp Petzschner | Robert Lindstedt Marcin Matkowski    | 7-6(5), 6-3          |
| 2.  | 5 de mayo de 2019       | Múnich                | Tierra batida | Frederik Nielsen   | Marcelo Demoliner Divij Sharan       | 6-4, 6-2             |
| 3.  | 2 de mayo de 2021       | Estoril               | Tierra batida | Hugo Nys           | Luke Bambridge Dominic Inglot        | 7-5, 3-6, [10-3]     |
| 4.  | 23 de mayo de 2021      | Lyon                  | Tierra batida | Hugo Nys           | Pierre-Hugues Herbert Nicolas Mahut  | 6-4, 5-7, [10-8]     |
| 5.  | 18 de julio de 2021     | Hamburgo              | Tierra batida | Michael Venus      | Kevin Krawietz Horia Tecău           | 6-3, 6-7(3), [10-8]  |
| 6.  | 7 de noviembre de 2021  | París                 | Dura (i)      | Michael Venus      | Pierre-Hugues Herbert Nicolas Mahut  | 6-3, 6-7(4), [11-9]  |
| 7.  | 26 de febrero de 2022   | Dubái                 | Dura          | Michael Venus      | Nikola Mektić Mate Pavić             | 6-3, 6-7(5), [16-14] |
| 8.  | 30 de julio de 2023     | Hamburgo              | Tierra batida | Kevin Krawietz     | Sander Gillé Joran Vliegen           | 7-6(4), 6-3          |
| 9.  | 21 de julio de 2024     | Hamburgo              | Tierra batida | Kevin Krawietz     | Fabien Reboul Édouard Roger-Vasselin | 7-6(8), 6-2          |
| 10. | 17 de noviembre de 2024 | ATP World Tour Finals | Dura (i)      | Kevin Krawietz     | Marcelo Arévalo Mate Pavić           | 7-6(5), 7-6(6)       |
| 11. | 22 de junio de 2025     | Halle                 | Hierba        | Kevin Krawietz     | Simone Bolelli Andrea Vavassori      | 6-3, 7-6(4)          |

#### Finalista (12)
| N.º | Fecha                   | Torneo            | Superficie    | Pareja         | Oponentes en la final              | Resultado            |
| --- | ----------------------- | ----------------- | ------------- | -------------- | ---------------------------------- | -------------------- |
| 1.  | 13 de febrero de 2022   | Róterdam          | Dura (i)      | Lloyd Harris   | Robin Haase Matwé Middelkoop       | 6-4, 6-7(5), [5-10]  |
| 2.  | 12 de junio de 2022     | Stuttgart         | Hierba        | Michael Venus  | Hubert Hurkacz Mate Pavić          | 6-7(3), 6-7(5)       |
| 3.  | 19 de junio de 2022     | Halle             | Hierba        | Michael Venus  | Marcel Granollers Horacio Zeballos | 4-6, 7-6(5), [12-14] |
| 4.  | 30 de julio de 2022     | Kitzbühel         | Tierra batida | Michael Venus  | Pedro Martínez Lorenzo Sonego      | 7-5, 4-6, [8-10]     |
| 5.  | 21 de agosto de 2022    | Cincinnati        | Dura          | Michael Venus  | Rajeev Ram Joe Salisbury           | 6-7(4), 6-7(5)       |
| 6.  | 23 de abril de 2023     | Múnich            | Tierra batida | Kevin Krawietz | Alexander Erler Lucas Miedler      | 3-6, 4-6             |
| 7.  | 18 de junio de 2023     | Stuttgart         | Hierba        | Kevin Krawietz | Nikola Mektić Mate Pavić           | 6-7(2), 3-6          |
| 8.  | 7 de enero de 2024      | Brisbane          | Dura          | Kevin Krawietz | Lloyd Glasspool Jean-Julien Rojer  | 6-7(3), 7-5, [10-12] |
| 9.  | 23 de junio de 2024     | Halle             | Hierba        | Kevin Krawietz | Simone Bolelli Andrea Vavassori    | 6-7(3), 6-7(5)       |
| 10. | 7 de septiembre de 2024 | Abierto de EE.UU. | Dura          | Kevin Krawietz | Max Purcell Jordan Thompson        | 4-6, 6-7(4)          |
| 11. | 11 de enero de 2025     | Adelaida          | Dura          | Kevin Krawietz | Simone Bolelli Andrea Vavassori    | 6-4, 6-7(4), [9-11]  |
| 12. | 20 de abril de 2025     | Múnich            | Tierra batida | Kevin Krawietz | André Göransson Sem Verbeek        | 4-6, 4-6             |

## Challenger Series

### Dobles
| No. | Fecha      | Torneo                        | Superficie    | Pareja             | Rival                                 | Resultado           |
| --- | ---------- | ----------------------------- | ------------- | ------------------ | ------------------------------------- | ------------------- |
| 1.  | 03.08.2013 | Challenger de Liberec         | Tierra batida | Rameez Junaid      | Colin Ebelthite Hsin-Han Lee          | 6-0, 6-2            |
| 2.  | 10.11.2013 | Challenger de Ortisei         | Dura (i)      | Christopher Kas    | Benjamin Becker Daniele Bracciali     | 6-2, 7-5            |
| 3.  | 06.04.2014 | Challenger de Saint-Brieuc    | Dura (i)      | Dominik Meffert    | Victor Baluda Philipp Marx            | 6-4, 6-3            |
| 4.  | 18.05.2014 | Challenger de Heilbronn-2     | Tierra batida | Andre Begemann     | Jesse Huta Galung Rameez Junaid       | 6-3, 6-3            |
| 5.  | 22.02.2015 | Challenger de Wrocław         | Dura (i)      | Philipp Petzschner | Frank Dancevic Andriej Kapas          | 7-6, 6-3            |
| 6.  | 24.09.2016 | Challenger de Sibiu           | Tierra batida | Robin Haase        | Jonathan Eysseric Tristan Lamasine    | 6-4, 6-2            |
| 7.  | 10.09.2017 | Challenger de Génova          | Tierra batida | Jan-Lennard Struff | Guido Andreozzi Ariel Behar           | 7-6(5), 7-6(8)      |
| 8.  | 05.01.2018 | Challenger de Numea           | Dura          | Hugo Nys           | Alejandro González Jaume Munar        | 6-2, 6-2            |
| 9.  | 03.03.2018 | Challenger de Yokohama        | Dura          | Tobias Kamke       | Sanchai Ratiwatana Sonchat Ratiwatana | 3-6, 7-5, [12-10]   |
| 10. | 24.03.2018 | Challenger de Lille           | Dura (i)      | Hugo Nys           | Jeevan Nedunchezhiyan Purav Raja      | 7-6(3), 1-6, [10-7] |
| 11. | 12.05.2018 | Challenger de Aix-en-Provence | Tierra batida | Philipp Petzschner | Guido Andreozzi Kenny de Schepper     | 6-7(3), 6-2, [10-8] |
| 12. | 20.04.2019 | Challenger de Túnez           | Tierra batida | Ruben Bemelmans    | Facundo Argüello Guillermo Durán      | 6-3, 6-1            |
| 13. | 09.11.2019 | Challenger de Bratislava      | Dura (i)      | Frederik Nielsen   | Roman Jebavý Igor Zelenay             | 4-6, 7-6(4), [11-9] |
| 14. | 17.11.2019 | Challenger de Helsinki        | Dura (i)      | Frederik Nielsen   | Tomislav Draganja Pavel Kotov         | 7-6(2), 6-0         |
| 15. | 20.02.2021 | Challenger de Biella 2        | Dura (i)      | Hugo Nys           | Lloyd Glasspool Harri Heliövaara      | 7-6(4), 6-3         |